# Drusus medianus
Drusus medianus là một loài Trichoptera trong họ Limnephilidae. Chúng phân bố ở miền Cổ bắc.